# Bèuveser (Ardecha)
Beauvène és un municipi francès situat al departament de l'Ardecha i a la regió d'Alvèrnia-Roine-Alps. L'any 2007 tenia 230 habitants.

## Demografia

### Població
El 2007 la població de fet de Beauvène era de 230 persones. Hi havia 88 famílies de les quals 20 eren unipersonals (12 homes vivint sols i 8 dones vivint soles), 28 parelles sense fills, 36 parelles amb fills i 4 famílies monoparentals amb fills.
La població ha evolucionat segons el següent gràfic:
Habitants censats

### Habitatges
El 2007 hi havia 187 habitatges, 94 eren l'habitatge principal de la família, 84 eren segones residències i 9 estaven desocupats. 182 eren cases i 5 eren apartaments. Dels 94 habitatges principals, 76 estaven ocupats pels seus propietaris, 14 estaven llogats i ocupats pels llogaters i 4 estaven cedits a títol gratuït; 4 tenien dues cambres, 23 en tenien tres, 24 en tenien quatre i 43 en tenien cinc o més. 45 habitatges disposaven pel capbaix d'una plaça de pàrquing. A 45 habitatges hi havia un automòbil i a 38 n'hi havia dos o més.

### Piràmide de població
La piràmide de població per edats i sexe el 2009 era:
| Homes | Edats   | Dones |
| ----- | ------- | ----- |
| 0     | 95 o +  | 0     |
| 0     | 90 a 94 | 4     |
| 0     | 85 a 89 | 4     |
| 4     | 80 a 84 | 4     |
| 0     | 75 a 79 | 4     |
| 16    | 70 a 74 | 8     |
| 4     | 65 a 69 | 8     |
| 0     | 60 a 64 | 4     |
| 12    | 55 a 59 | 8     |
| 0     | 50 a 54 | 8     |
| 12    | 45 a 49 | 4     |
| 12    | 40 a 44 | 4     |
| 4     | 35 a 39 | 8     |
| 4     | 30 a 34 | 8     |
| 8     | 25 a 29 | 8     |
| 8     | 20 a 24 | 0     |
| 0     | 15 a 19 | 4     |
| 12    | 10 a 14 | 0     |
| 16    | 5 a 9   | 20    |
| 0     | 0 a 4   | 0     |

## Economia
El 2007 la població en edat de treballar era de 139 persones, 92 eren actives i 47 eren inactives. De les 92 persones actives 80 estaven ocupades (38 homes i 42 dones) i 12 estaven aturades (5 homes i 7 dones). De les 47 persones inactives 20 estaven jubilades, 19 estaven estudiant i 8 estaven classificades com a «altres inactius».

### Ingressos
El 2009 a Beauvène hi havia 94 unitats fiscals que integraven 232 persones, la mediana anual d'ingressos fiscals per persona era de 14.138,5 €.

### Activitats econòmiques
Dels 11 establiments que hi havia el 2007, 2 eren d'empreses extractives, 1 d'una empresa alimentària, 1 d'una empresa de fabricació d'altres productes industrials, 3 d'empreses de construcció, 1 d'una empresa de comerç i reparació d'automòbils, 2 d'empreses d'hostatgeria i restauració i 1 d'una empresa classificada com a «altres activitats de serveis».
Dels 6 establiments de servei als particulars que hi havia el 2009, 1 era un paleta, 2 fusteries, 1 perruqueria i 2 restaurants.
L'únic establiment comercial que hi havia el 2009 era una fleca.
L'any 2000 a Beauvène hi havia 16 explotacions agrícoles que ocupaven un total de 340 hectàrees.

## Equipaments sanitaris i escolars
El 2009 hi havia una escola elemental.

## Poblacions més properes
El següent diagrama mostra les poblacions més properes.